# Kawa Paltsek
Kawa Paltsek (tibétain : སྐ་བ་དཔལ་བརྩེགས, Wylie : ska ba dpal brtsegs, aussi écrit Kawa Peltsek) est un traducteur tibétain, un des 25 disciples de Padmasambhava, et un étudiant de Shantarakshita. 
Il est né dans la vallée de Phènpo, et devint un éminent traducteur. Il fut l’un des 7 premiers moines ordonnés par Shantarakshita. Il fut un disciple de Padmasambhava.
Il est le traducteur le plus important pour du Tripitaka en tibétain. Il a aussi traduit le Nyingma Gyübum.